# Viegésimo aniversario
Viegésimo aniversario es un espectáculo del grupo humorístico de instrumentos informales Les Luthiers. Se estrenó el miércoles, 13 de mayo de 1987 en Teatro Astengo (Rosario, Argentina) y su última representación fue el domingo, 9 de julio de 1989 en Teatro Tronador (Mar del Plata, Buenos Aires, Argentina).
En todas las funciones de Viegésimo aniversario que se realizaron en España tuvieron el agregado en su programa de la obra "Concierto de Mpkstroff".
Para este espectáculo se escribió la obra "Mi amada es una máquina" que terminó siendo quitada del programa luego de representarse dos veces.
Como regalo de los 20 años del grupo, a los que se hacían presentes en este concierto se le regalaba un pequeño rompecabezas.

## Programa
- Iniciación a las artes marciales (Música ceremonial)
- Romance del joven conde, la sirena y el pájaro cucú. Y la oveja (Romance onomatopéyico)
- Encuentro en el restaurante (Rapsodia gastronómica)
- Mi bebé es un tesoro (Balada pueril)
- El acto en Banania (Marchas oficiales)
- Quien conociera a María amaría a María (Canción con mimos)
- El sendero de Warren Sánchez (Salmos sectarios)
- Somos adolescentes, mi pequeña (Motete menor)

- Fuera de Programa:

- Les nuits de Paris  (Chanson francesa, 1973)
- Añoralgias  (Zamba/catástrofe, 1981)
- Serenata tímida  (Canción pusilánime, 1985)
- El valor de la unidad  (Carnavalito divergente, 1985)
- Bolero de los celos  (Trío pecaminoso, 1981)
- El poeta y el eco  (Canción...ón...ón, 1981)

## Grabación
El DVD tiene Acceso directo a escenas y subtítulos en español, inglés, francés, italiano y portugués. Su imagen es a color y su duración es de 113 min.
Esta grabación se ha realizado en distintos lugares:
- Obras 1, 2, 3, 4, 5 y 6 en el Auditorio Palma, Palma de Mallorca (España), 30 de marzo de 1989.

- Obra 7 en un programa televisivo en Barranquilla (Colombia), 25 de noviembre de 1988 (Única grabación disponible).

- Obra 8 en un programa televisivo en Santiago de Chile (Chile), 22 de agosto de 1989 (Única grabación disponible).

- Obras 9 y 10 en el Teatro Colón, Bogotá (Colombia), 8 de noviembre de 1981 (Pertenecen al espectáculo Luthierías).

### Programa del DVD
1. Iniciación a las artes marciales

2. Romance del joven conde, la sirena y el pájaro cucú. Y la oveja

3. Encuentro en el restaurante

4. El acto en Banania

5. El sendero de Warren Sánchez

6. Concierto de Mpkstroff

#### Obras adicionales
7. Mi bebé es un tesoro  (Balada pueril)

8. Somos adolescentes, mi pequeña  (Motete  menor)

9. El poeta y el eco  (Canción... ón... ón...)

10. Homenaje a Huesito Williams  (Top Ten Shits)